# Другий Міський театр (Київ)
Другий Міський театр у Києві був побудований у 1856 році за проєктом архітектора І. В. Штрома і втрачений внаслідок пожежі у 1896 році.

## Історія

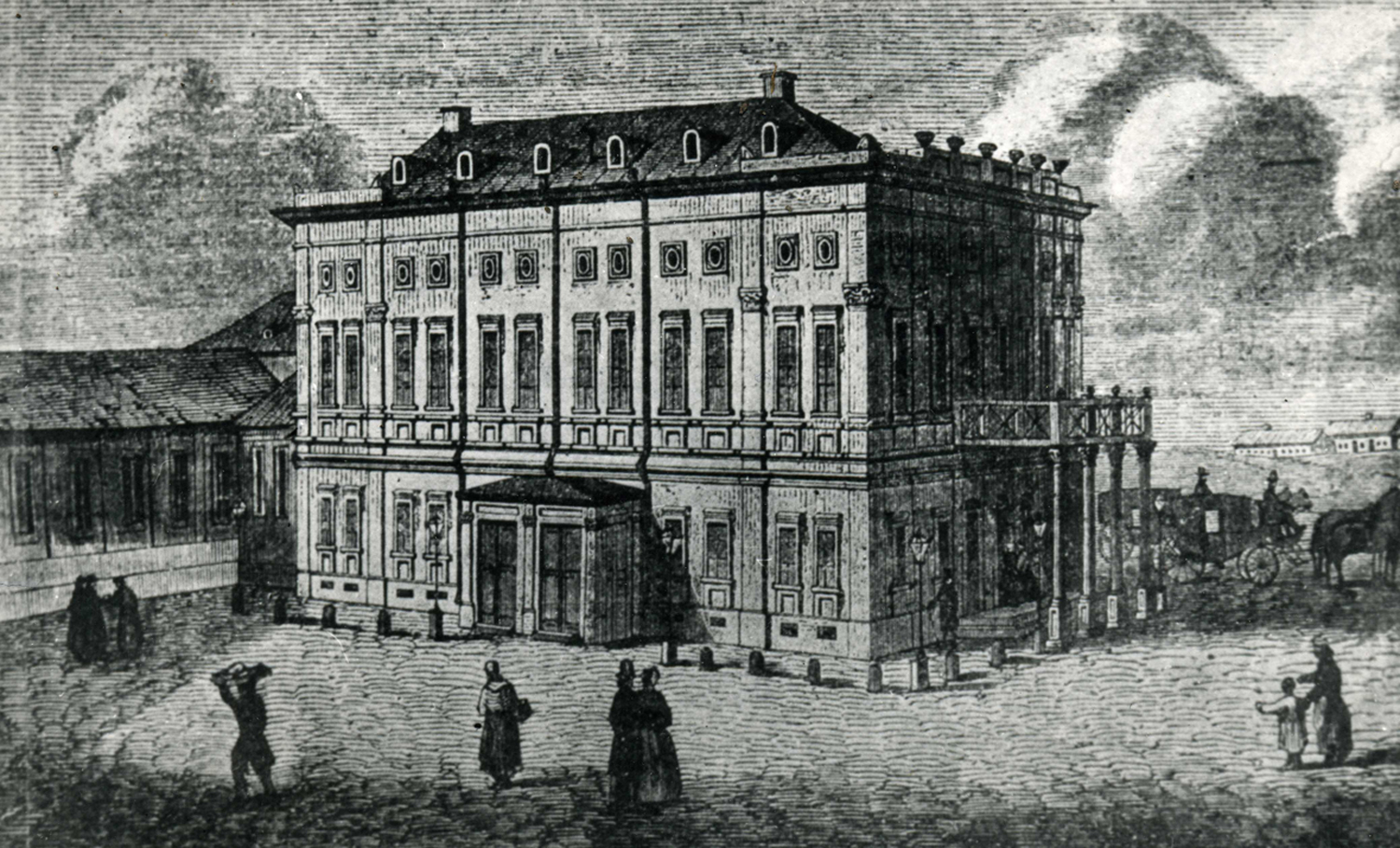
Малюнок 1856 року

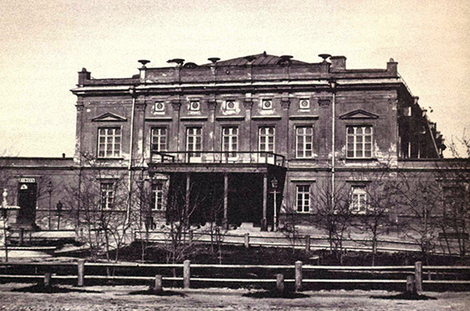
Світлина 1890-ті роки

До кінця 1840-х років будівля першого київського Міського театру застаріла, і з'явилася необхідність в спорудженні нового театру. У квітні 1850 року проєкт будівництва нового Міського театру був затверджений імператором Миколою I. Місце для театру було вибрано на розі вулиць Володимирської та Кадетської (нині Богдана Хмельницького). Площа, на якій побудували театр, у 1869 році отримала офіційну назву Театральної. Театр відкрився 2 жовтня 1856 року. Зал його мав 4 яруси лож і вміщував, за різними джерелами, 850 або 970 глядачів. Будівлю театру сучасники називали досягненням архітектурного мистецтва. М. В. Закревський в «Описі Києва» (1868) писав, що «фасад приваблює простотою й граціозністю і за витонченістю своєю він є окрасою міста», газета «Київський телеграф» відзначала великий розмір і зручність залу.
Після відкриття в театрі виступали російські та польські драматичні трупи — Т. Борковського (1858—1863), М. К. Милославського (1864—1865), М. Новикова (1865—1866), П. Протасова (1863—1864, 1866—1867). У 1863—1865 роках виступала італійська опера Ф. Бергера, а у 1867 була організована та 27 жовтня офіційно відкрилася Російська опера. З цієї дати Міський театр стає першим в Україні оперним театром, але в ньому продовжували виступати й драматичні колективи. Тут в 1874 році вперше була здійснена професійна постановка опери М. В. Лисенка «Різдвяна ніч». У 1882 році виступала українська трупа М. Л. Кропивницького, пройшли бенефіси Кропивницького (24 січня) і М. К. Садовського (2 лютого). Також виступали російські актори М. М. Єрмолова (1878), О. П. Ленський (1873, 1878), М. М. Глєбова (1876, 1878, 1879), М. Г. Савіна (1877, 1879, 1881), С. В. Яблочкіна (1878), Г. М. Федотова (1873, 1879), П. А. Стрепетова (1878). Гастролювали зарубіжні актори: з США — А. Олдрідж (1861), італійські — А. Рісторі (1871), Е. Россі (1878, 1890, 1896), Е. Дузе (1891), французькі — С. Бернар (1881), Б.-К. Коклен (1882, 1889), німецькі — Л. Барнай (1886), Е. фон Поссарт.
П'ятого лютого 1896 року, в останній день сезону, театр згорів. На його місці в 1897—1901 році побудовано сучасну будівлю Театру опери та балету.